# Elatostema trichotomum
Elatostema trichotomum es una especie de planta del género Elatostema, perteneciente a la familia Urticaceae.

## Taxonomía
Elatostema trichotomum fue descrita por Wen Tsai Wang en 2003.

## Distribución
Se encuentra en el territorio centro-sur de China.